# Mystiska 2:an
Mystiska 2:an är en tecknad serie skapad av Rolf Gohs 1969. Huvudpersonerna är Stefan och Sacho, två pojkar i nedre tonåren. Serien utspelar sig företrädesvis i stockholmsmiljö; den blev känd för en för den tidens Sverige ovanligt expressiv tecknarstil med ojämnt utformade rutor, kontraster mellan ljus och slagskuggor eller mörker, ganska ruffiga miljöer, spel med läsarnas förväntningar m.m. Serien hade mellan 1970 och 1973 en egen tidning. Mystiska 2:an gavs även ut i albumform och trycktes som dagsstrip i Expressen. Serien har också publicerats i  Fantomen. 
Den allra sista serien, "Fågelön", som publicerades i sista numret av den alternativa serietidningen Comet, behandlade ämnen som gryende sexualitet och ett kärleksförhållande mellan Sacho och en vuxen man, vilket orsakade stora kontroverser och resulterade i att tidningen drogs in från försäljning: Detta blev slutet både för Comet och själva serien.
Nyprogg-bandet Doktor Kosmos har skrivit en låt om serien.

## Serier
- Mysteriet Rosenkammaren (1970)
- Blind hämnd (1970)
- Terror i natten (1971)
- Stenhästens öga (1971)
- Skatten på spökön (1972)
- Mardrömmen (Fiskögat) (1972)
- Cangams förbannelse (1972)
- Tåg mot rött (1973)
- Källarmysteriet (1973)
- Gravguldet (1973)
- 40 minuter med döden (1973)
- Dockan som inte kunde sova (1974)
- Glaspyramiderna (1975)
- Rymlingarna (1977)
- Nålen (1977)
- Farlig last (1978)
- Fiskögat (Mardrömmen) (1978)
- Superhjälten (1979)
- Det gåtfulla brevet (1979)
- Langaren (1982)
- Fågelön (1985)